# Saint-Ennemond
Saint-Ennemond ist eine französische Gemeinde mit 619 Einwohnern (Stand 1. Januar 2022) im Département Allier in der Region Auvergne-Rhône-Alpes; sie gehört zum Arrondissement Moulins und zum Kanton Yzeure.

## Geographie
Die Gemeinde liegt in der Landschaft Sologne bourbonnaise, rund 15 Kilometer nordöstlich von Moulins an der Grenze zum Département Nièvre. Nachbargemeinden von Saint-Ennemond sind Toury-Lurcy im Norden, Lucenay-lès-Aix im Osten, Gennetines im Süden, Trévol und Aurouër im Westen sowie Dornes im Nordwesten.
Die Gemeinde wird vom Süden nach Norden vom Fluss Abron durchquert, der hier nördlich des Ortes von links das Nebenflüsschen Ruisseau des Mesles aufnimmt. Die Départementsstraße D979a, die von Moulins nach Decize verläuft, erschließt verkehrstechnisch das Gemeindegebiet.

## Geschichte
Der Name der Gemeinde bezieht sich auf Ennemond, der um das Jahr 650 Erzbischof von Lyon war, in der Gemeinde das Benediktiner-Kloster Saint Symphorien gegründet hat und später heiliggesprochen wurde.
Während der Französischen Revolution trug die Gemeinde den Namen Labron.

### Bevölkerungsentwicklung
| Jahr                       | 1962 | 1968 | 1975 | 1982 | 1990 | 1999 | 2009 | 2016 | 2020 |
| Einwohner                  | 827  | 827  | 658  | 671  | 649  | 617  | 656  | 638  | 605  |
| Quellen: Cassini und INSEE |      |      |      |      |      |      |      |      |      |